# Jos de Mey
Jos de Mey (Sint-Denijs-Westrem, 10 februari 1928 - Gent, 22 december 2007) was een Vlaams kunstenaar. Hij stond bekend om zijn beelden van optische illusies, onmogelijke figuren en zijn realistische fotostijl.

## Biografie
De Mey studeerde van 1942 tot 1949 aan de Koninklijke Academie voor Schone Kunsten te Gent en werd in 1950 aangesteld als leerkracht aan dezelfde instelling. Hij doceerde aan de Academie binnenhuisarchitectuur en kleurenharmonie. In 1970 werd de architectuuropleiding losgekoppeld van de Academie, en werd De Mey dus docent aan het nieuwe Stedelijk Hoger Architectuur Instituut, ook te Gent. Hij doceerde tot 1980. Hij was ook meermaals als gastdocent aan het Instituut voor Kleurenpsychologie in Salzburg.
In de jaren vijftig en zestig had hij een eigen praktijk binnenhuisarchitectuur, kleuradvies en meubeldesign. Vanaf 1968 was hij actief als kunstschilder waarbij hij een evolutie doormaakte van abstract constructivisme tot een sterk realisme met valse perspectieven, onmogelijke figuren en constructies. De nadruk op architectuur en natuur in zijn werken ging naar de ruimtelijke structuur, de lichtinval en de materie. In zijn werk figureerden personages uit het werk van René Magritte, Maurits Cornelis Escher en Pieter Bruegel de Oude.
De Mey woonde in Zomergem.

## Persoonlijk
Nils Westergard, eveneens kunstenaar, is een kleinzoon van De Mey.  Zijn kunst is geïnspireerd door het optische illusionistische karakter van De Meys werk.